# Francesco Saverio Cavallari
Pour les articles homonymes, voir Cavallari.
Francesco Saverio Cavallari (né le 3 mars 1809 à Palerme et mort le 1er octobre 1896 à Syracuse), aussi appelé Javier Cavallari au Mexique, est un architecte, archéologue et peintre italien, actif à Mexico entre 1857 et 1864.
Au Mexique, il enseigne à l'académie de San Carlos, dont il conçoit la façade actuelle. Il conçoit également l'arche d'entrée du Parque Lira .

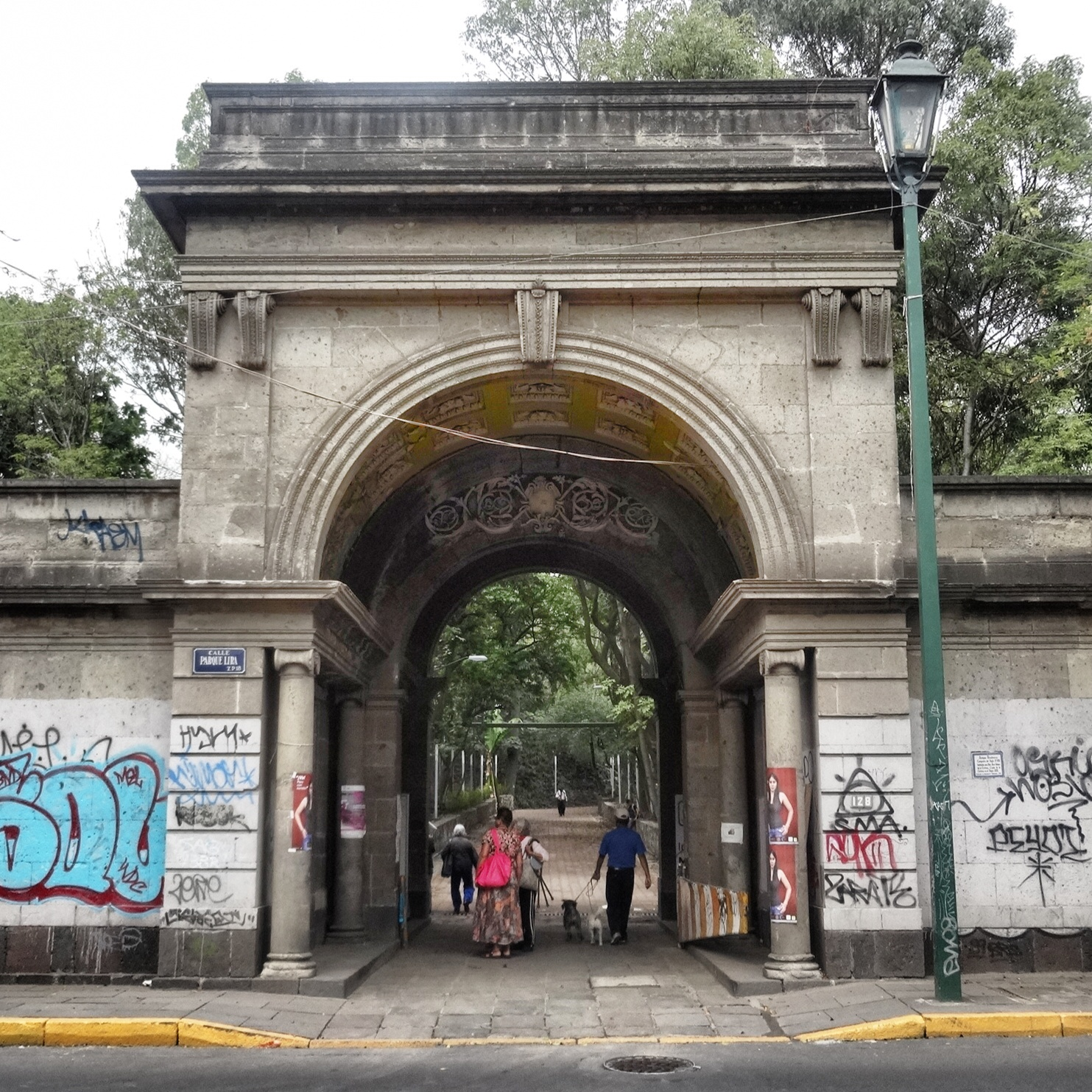
Arche d'entrée du Parque Lira